# Pardubice-Semtín (železniční zastávka)
Pardubice-Semtín jsou železniční zastávka na trati Pardubice–Liberec. Nachází se u nadjezdu ulice Poděbradská v městské částici Doubravice v Pardubicích. 

## Historie
Zastávka byla otevřena v roce 1967. Nacházela se zde jedna kolej a jedno nástupiště, které bylo tvořeno dlaždicemi a pevnou hranou.[zdroj?]

## Modernizace a popis
V roce 2024 byla dokončena modernizace a zdvoukolejnění traťového úseku Pardubice-Rosice nad Labem – Stéblová obec a výrazně se dotkla i samotné zastávky. Byla vybudována 2 nová nástupiště, tvořená betonovými panely, s hmatovými úpravami pro nevidomé, byl zde dosazen informační systém v podobě tabulí a rozhlasu a navigačních cedulí. Přilehlý přejezd byl zrušen a nahrazen podchodem s rampami.[zdroj?]
V zastávce zastavují pouze osobní vlaky.[zdroj?]

## Galerie

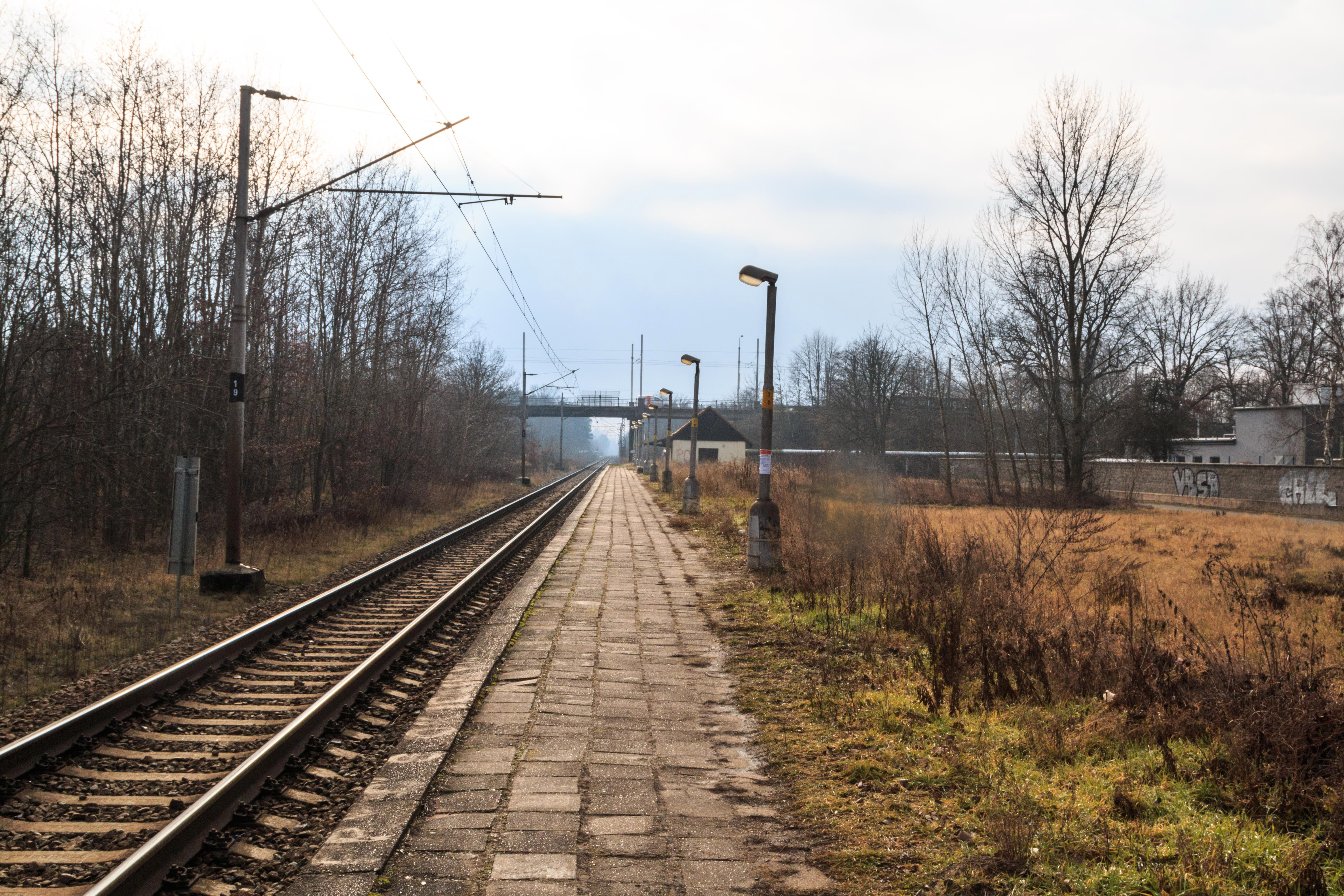
Nástupiště zastávky před rekonstrukcí
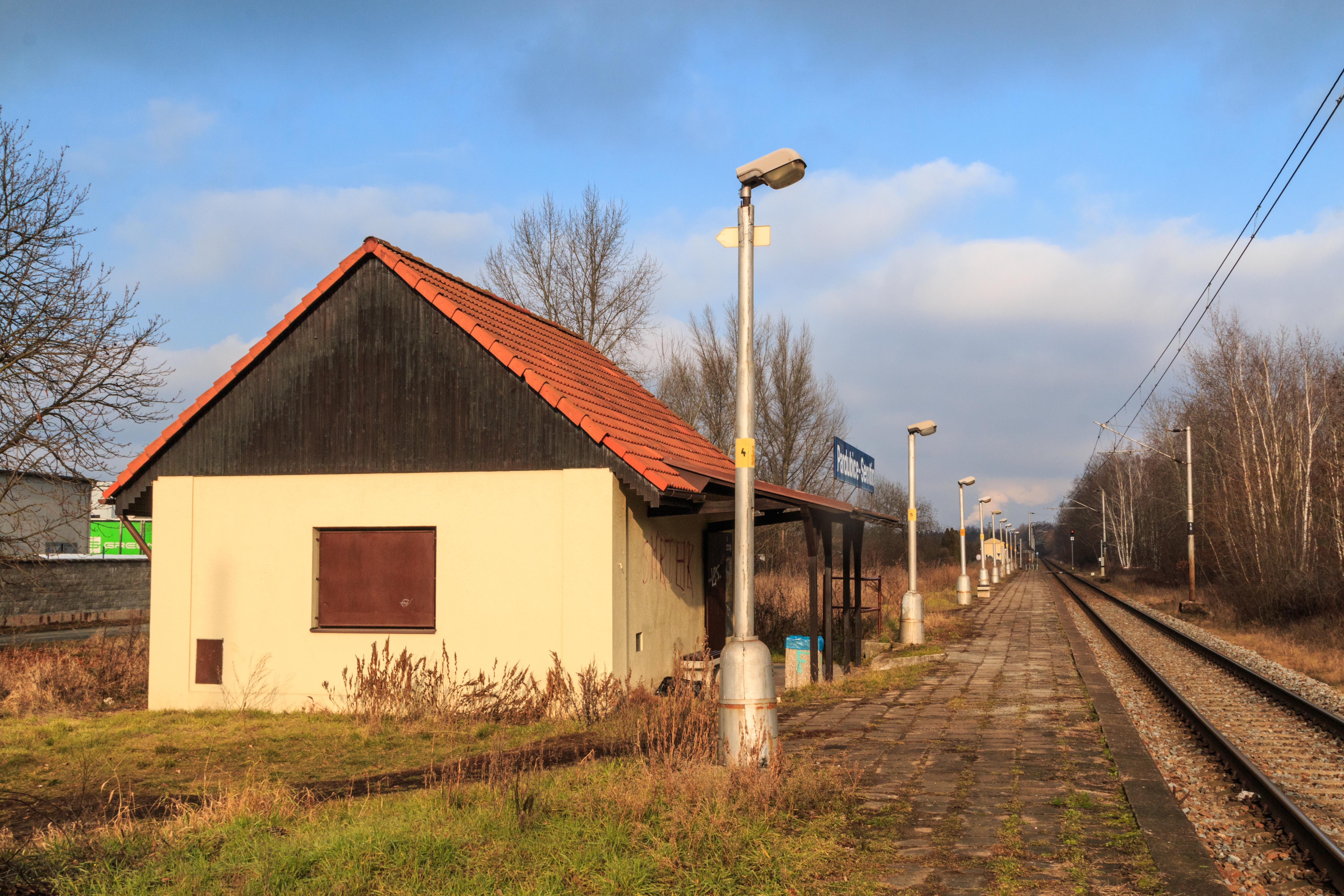
Budova zastávky před rekonstrukcí
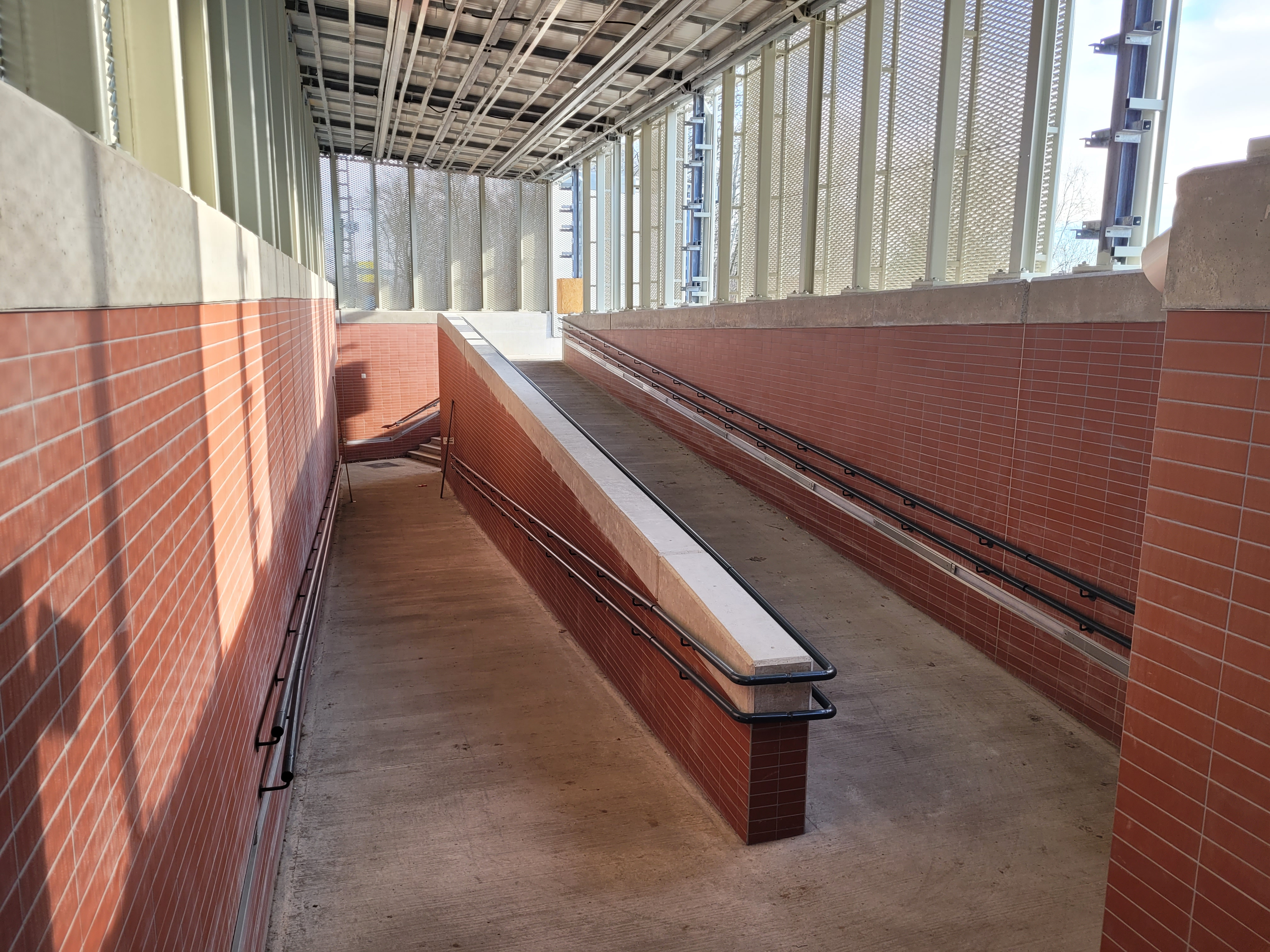
Bezbariérový přístup v podchodu
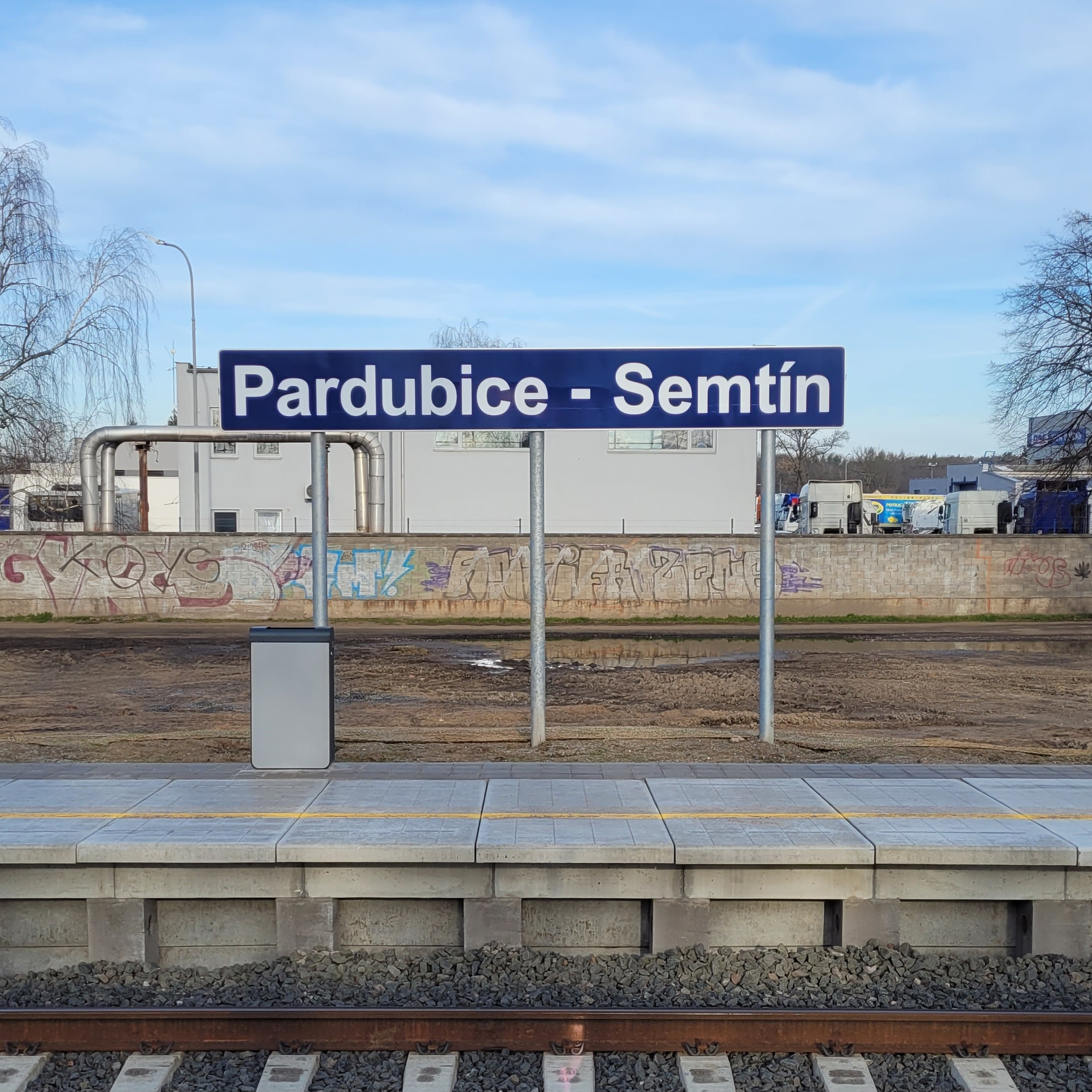
Cedule s názvem zastávky
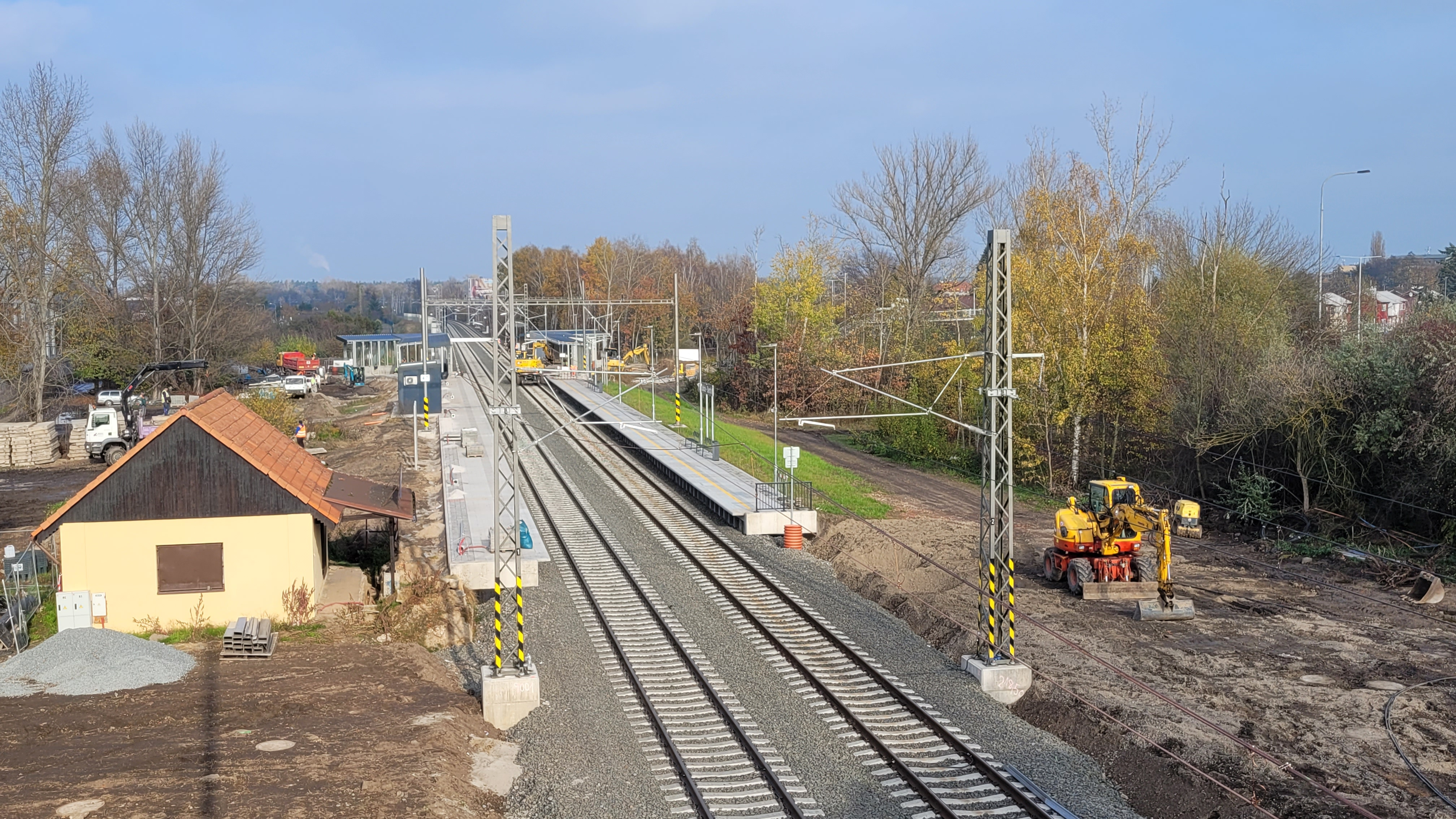
Pohled na zastávku z blízkého nadjezdu